# 浅島誠
浅島 誠（あさしま まこと、1944年9月6日 - ）は、日本の生物学者。専門は発生生物学。東京大学名誉教授。産業技術総合研究所名誉フェロー。横浜市立大学名誉教授。帝京大学学術顧問・特任教授。理学博士（東京大学、1972年）。新潟県佐渡市出身。

## 概要
生物の分子発生プログラムと各器官形成に興味を持っていたが、1989年、胚発生における分化誘導物質として、アクチビンを世界で初めて同定した。これは世界的に追試されて確認され、高い評価を得た。アクチビンの濃度依存的に胚発生は制御される。

## 略歴

### 学歴
- 1963年3月 - 新潟県立佐渡高等学校卒業
- 1967年3月 - 東京教育大学理学部卒業
- 1972年3月 - 東京大学大学院理学系研究科動物学専門課程博士課程修了
- 1972年4月 - 理学博士「ウニ胚の発生過程における色素形成について」[1][2]

### 職歴
- 1972年4月　ベルリン自由大学分子生物研究所研究員
- 1974年10月 - 横浜市立大学文理学部助教授
- 1985年1月 - 横浜市立大学文理学部教授
- 1993年4月 - 東京大学教養学部教授
- 1995年4月 - 東京大学総長補佐
- 1996年4月 - 東京大学大学院総合文化研究科教授
- 2003年2月 - 東京大学大学院総合文化研究科長・教養学部長（2005年2月まで）
- 2006年4月 - 産業技術総合研究所器官発生工学研究ラボ長
- 2007年3月 - 東京大学退職
- 2007年
  - 4月 - 国立大学法人東京大学理事（副学長）（2009年3月まで）
  - 6月 - 東京大学名誉教授
- 2009年4月 - 産業技術総合研究所フェロー
- 2010年4月 - 産業技術総合研究所　幹細胞工学研究センター長 兼任 筑波大学　生命領域学際研究センター長
- 2013年4月 - 産業技術総合研究所名誉フェロー
- 2016年4月 - 東京理科大学副学長
- 2018年4月 - 帝京大学学術顧問・特任教授

#### 学外における役職
- 日本学術会議副会長（第20期）
- 日本発生生物学会会長（2002年 - 2007年）
- 日本動物学会会長
- 日本学術振興会理事
- 横浜市立横浜サイエンスフロンティア高校・附属中学校常任スーパーアドバイザー

## 人物
実験材料でもあるイモリをこよなく愛する。年2回のイモリ採取は40年間欠かしたことがない。好きな言葉は"passion（情熱を超えた熱情）"。

## 著書

### 単著
- 『生物の「安定」と「不安定」―生命のダイナミクスを探る』（2016年、NHK出版〈NHKブックス No.1243〉）

### 共著
- 浅島誠・駒崎伸二共著『発生のしくみが見えてきた』（1998年、岩波書店〈高校生に贈る生物学 (4)〉）
- 浅島誠・駒崎伸二共著『分子発生生物学 動物のボディープラン』（2000年、裳華房）
- 浅島誠・木下圭共共著『新しい発生生物学 生命の神秘が集約された「発生」の驚異』（2003年、ブルーバックス）
- 浅島誠・駒崎伸二共著『図解 分子細胞生物学』（2010年、裳華房）
- 浅島誠・太田光・田中裕二共著『爆笑問題のニッポンの教養 生命のかたちお見せします 発生生物学』（2011年、講談社）
- 浅島誠・駒崎伸二共著『動物の発生と分化（新・生命科学シリーズ）』（2011年、裳華房）
- 浅島誠・水野丈夫共編著『理解しやすい生物』（2012年、文英堂）

## 受賞・受章
- 日本動物学会賞1990年度（「両生類の胚誘導と細胞分化に関する研究」）[3]
- 井上学術賞 1990年度（「両生類の胚誘導と細胞分化に関する基礎的研究」）[4]
- Man of the Year 1991 (USA. ABI)
- 木原記念財団学術賞1994年度（「両生類の胚誘導と細胞分化に関する研究」）[5]
- ジーボルト賞（ドイツ政府）
- 東レ科学技術賞 1998年度（「試験管内での幼生の形づくりと臓器形成の制御」）
- 持田記念学術賞 1999年度（「試験管内での臓器形成の基礎研究とその応用」）
- 内藤記念科学振興賞 1999年度（「試験管内での臓器形成と遺伝子発現の制御の基礎的研究」）
- 有馬啓バイオインダストリー協会賞 2000年度（「アクチビンの発見と細胞分化および臓器形成における基礎的研究」）
- 上原賞 2000年度（脊椎動物の臓器形成と形づくりの基礎的研究に対し）[6]
- 恩賜賞・日本学士院賞 2001年（「初期発生における形態形成の基礎的研究」）
- 紫綬褒章 2001年
- 比較腫瘍学常陸宮賞 2002年
- 日本宇宙生物科学会功績賞 2007年
- エルビン・シュタイン賞 2008年
- 文化功労者 2008年度[7]
- 日本再生医療学会功績賞 2013年
- リトアニア共和国大統領勲章 2017年
- リトアニア科学アカデミー外国人会員 2017年（「発生生物学の発展とリトアニアとの学術への貢献」）[8]
- 瑞宝重光章 2017年[9]

## 出演
- 2007年4月13日、NHK総合テレビ「爆笑問題のニッポンの教養」第1回
- 2015年3月10日、NHK総合テレビ「クローズアップ現代」- 「論文不正は止められるのか - 始まった防止への取り組み-」